# Stadtpfarrkirche St. Marien (Kirchhain)

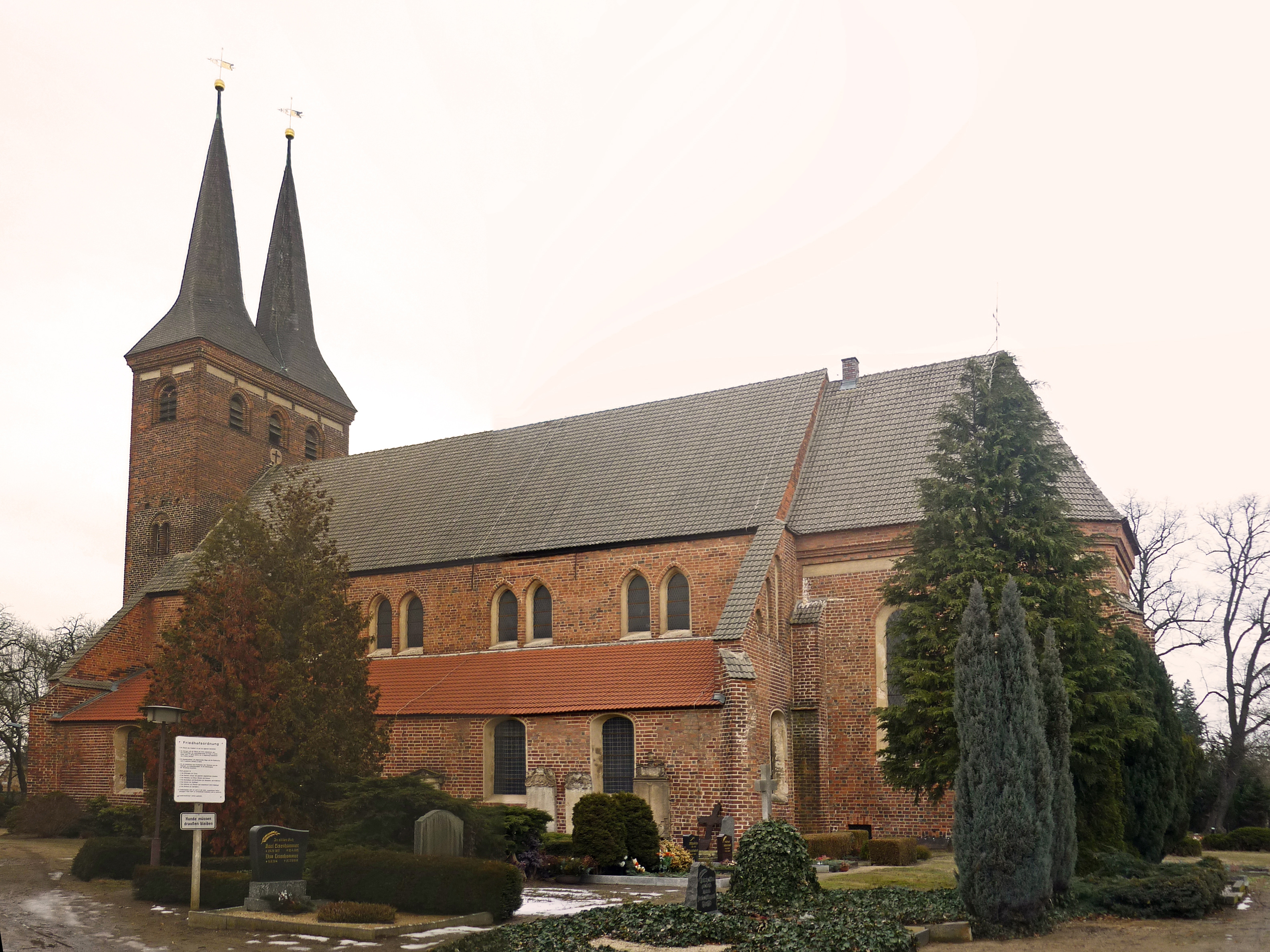
Die Stadtpfarrkirche St. Marien (2017)

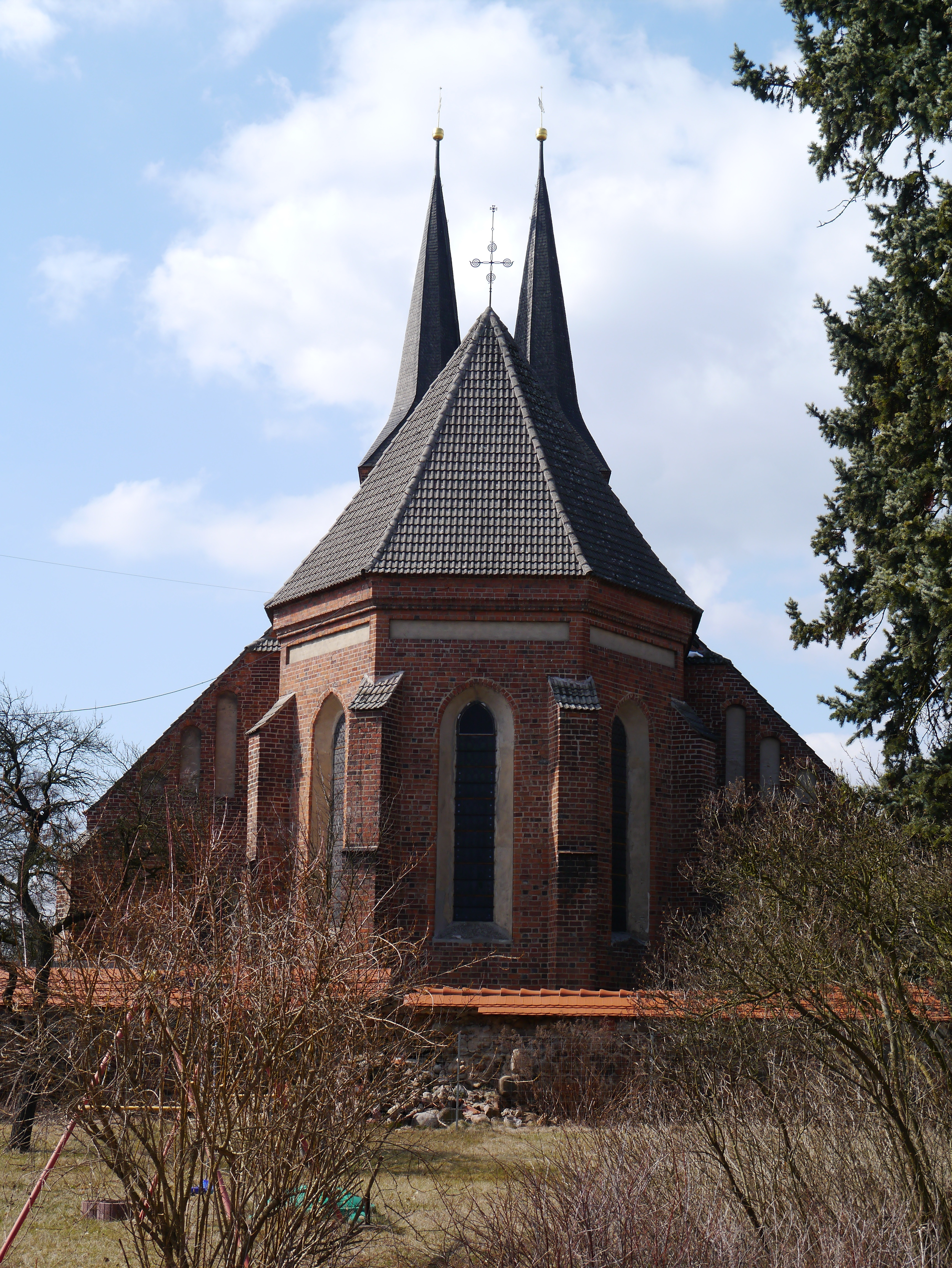
Die Stadtpfarrkirche St. Marien von Osten (2013)

Die evangelische Stadtpfarrkirche „St. Marien“ ist ein unter Denkmalschutz stehendes Kirchengebäude in der Kleinstadt Doberlug-Kirchhain im südbrandenburgischen Landkreis Elbe-Elster. Im örtlichen Denkmalverzeichnis ist es unter der Erfassungsnummer 09135066 verzeichnet. Die im 13. Jahrhundert entstandene Kirche ist eines der ältesten Gebäude des Stadtteils Kirchhain, welcher bis 1950 eine selbständige Stadt war und bereits seit dem 15. Jahrhundert Stadtrecht besitzt.

## Baubeschreibung und Geschichte
Bei der Kirche handelt es sich um einen im 13. Jahrhundert entstandenen mittelalterlichen dreischiffigen Backsteinbau mit eingezogenem
fünfseitigem Chor. Im Westen des Mittelschiffs ist ein spätromanischer leicht eingezogener Westquerturm zu finden, der vermutlich einstmals zu einer ursprünglich hier vorhandenen einschiffigen Dorfkirche gehörte und von zwei verschieferten Knickhelmen gekrönt wird. Im Laufe der Zeit entstand nach mehrfachen Veränderungen eine spätgotische Backstein-Basilika. Ursprünglich besaß die Kirche drei Turmaufbauten, welche allerdings im Jahre 1590 wegen Baufälligkeit abgetragen werden mussten und durch die heutigen zwei Spitzhelme ersetzt wurden. Im Jahre 1899 erfolgte eine umfangreiche Restaurierung des Bauwerks.

## Ausstattung (Auswahl)
Das Innere der Kirche ist unter anderem von einem bemalten hölzernen Tonnengewölbe geprägt. Hier befindet sich ein Altaraufsatz aus dem Jahre  1743 von J. N. Schneider und J. H. Löwe. Der Altar zeigt eine plastische Kreuzigungsgruppe vor einer gemalter Landschaft und wird von korinthischen Säulen gerahmt. Während sich seitlich Figuren von  Moses und Johannes dem Täufer befinden, ist in der Predella ein  Abendmahlsbild zu sehen. Auf dem Gebälk befinden sich Putten  und dazwischen ein Gottesauge im Strahlenkranz. Die Kanzel der Kirche stammt aus dem 18. Jahrhundert. In den Brüstungsfeldern des polygonalen Korbs sind Gemälde der vier Evangelisten zu sehen. Eine in der Zeit um 1600 geschaffene hölzerne Taufe ist eine Leihgabe, welche aus dem Bestand der während des Zweiten Weltkrieges in der Berliner Domgruft sichergestellten Kunstwerke stammt. Eine weitere kelchförmige Taufe stammt aus dem 17. Jahrhundert.
Weitere Ausstattungsstücke sind unter anderem ein lebensgroßes Holzkruzifix aus dem Jahre 1597, ein kleines Kruzifix (1733), ein Epitaphgemälde, das die protestantischen Fürsten mit den Reformatoren beim gemeinsamen Abendmahl zeigt (16. Jh.), und drei historische Pastorenbildnisse.
In der Kirche befindet sich heute des Weiteren eine im Jahre 1921 von der Bad Liebenwerdaer Orgelbaufirma Voigt geschaffene Orgel (op. 68). Diese Orgel verfügt über eine pneumatische Kegellade und 34 Register auf drei Manualen und Pedal.
2012 bis 2019 wurde die Orgel umfassend restauriert und auf die ursprüngliche romantische Disposition zurückgeführt.

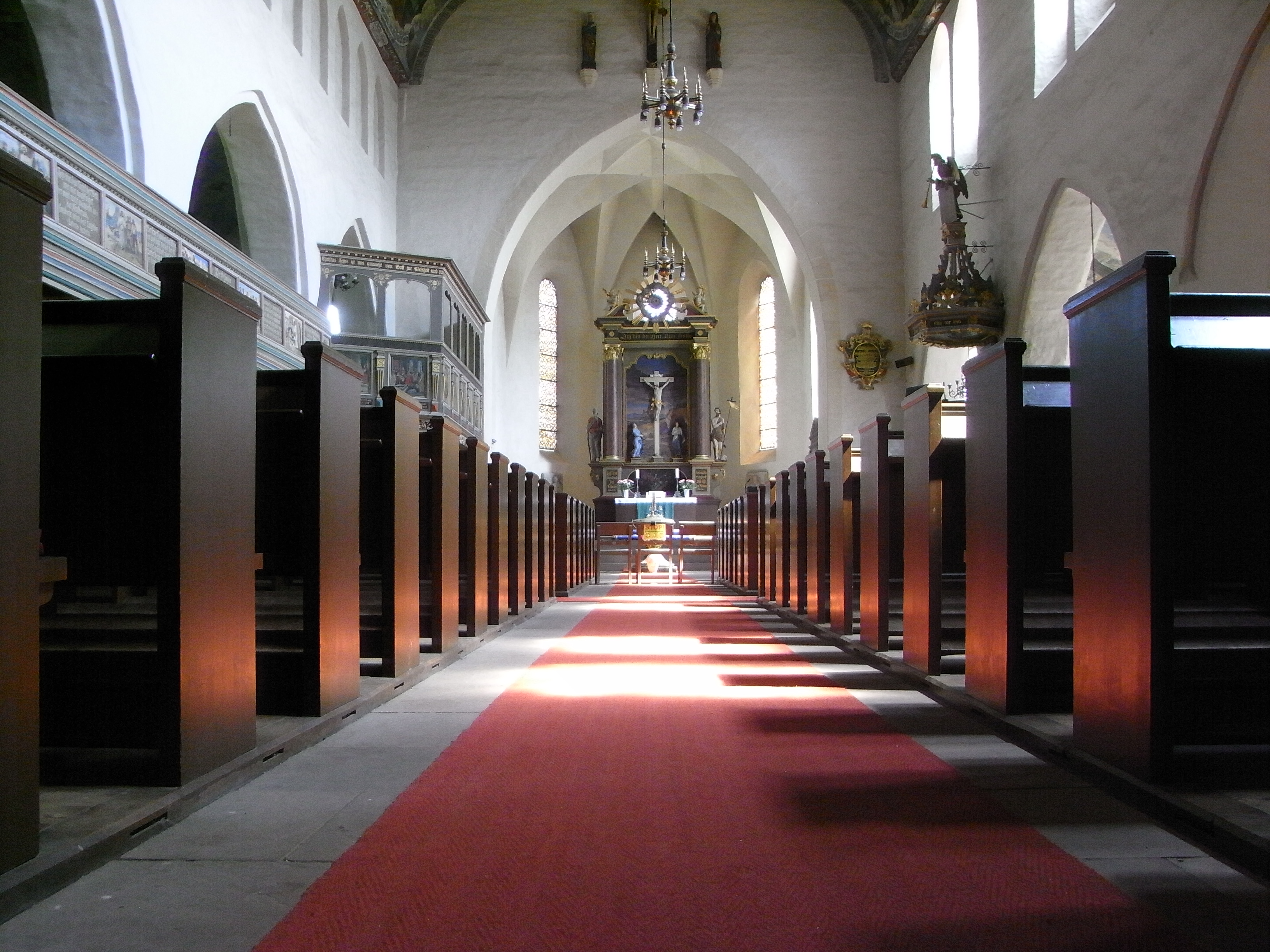
Innenansicht der Kirche
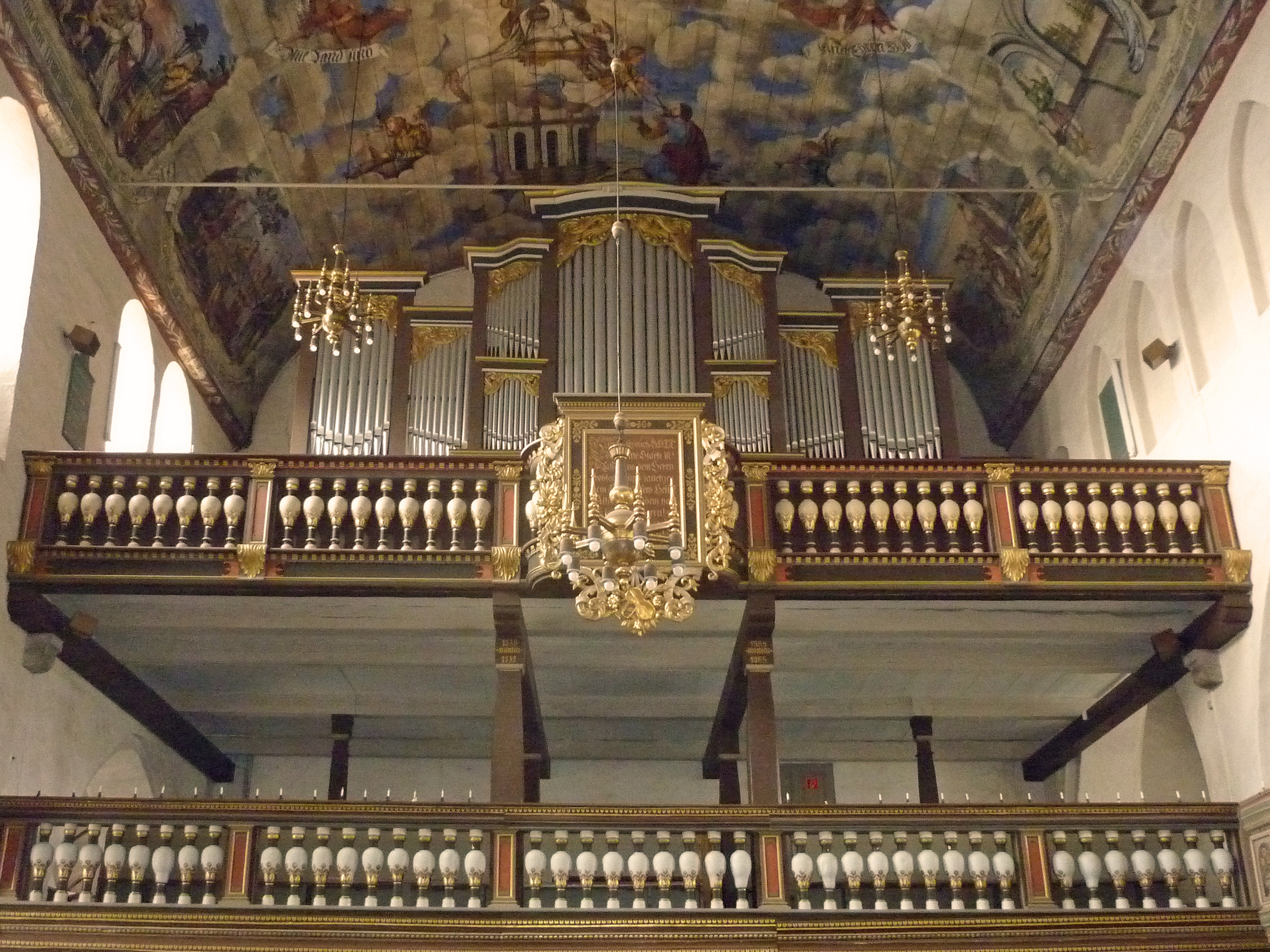
Die aus dem Jahre 1921 stammende Voigt-Orgel
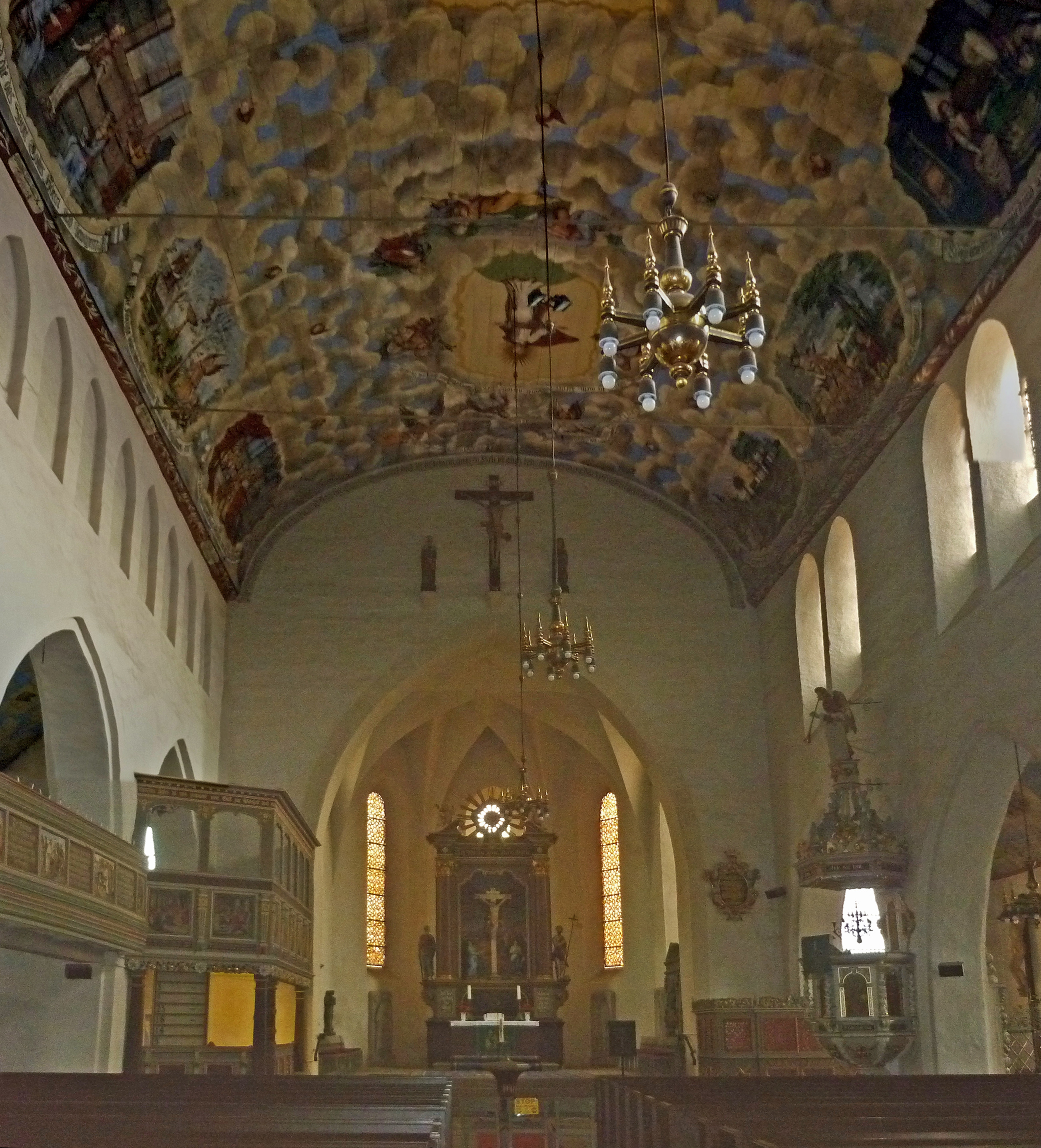
Das prächtige Tonnengewölbe der Kirche

## Grabmäler
Im Inneren der Kirche sind zahlreiche figürliche Grabsteine und Epitaphien aus dem 16. und 17. Jahrhundert zu finden. So befindet sich hier ein  großer Doppelgrabstein für Heinrich von Gersdorf († 1557) und seine Frau († 1554). Weiters sind hier zwei eiserne Grabplatten aus der Gersdorffschen Gruft (16. Jh.), zwei Grabsteine mit ganzfigurigen Reliefdarstellungen (1572 und 1619) und ein Figurengrabstein der Sibilla von Hersfelt (16. Jh.) zu sehen. Auch an der südlichen Außenwand befinden sich mehrere historische Sandsteingrabmäler aus dem 17. und 18. Jahrhundert.

Historische Ansichten
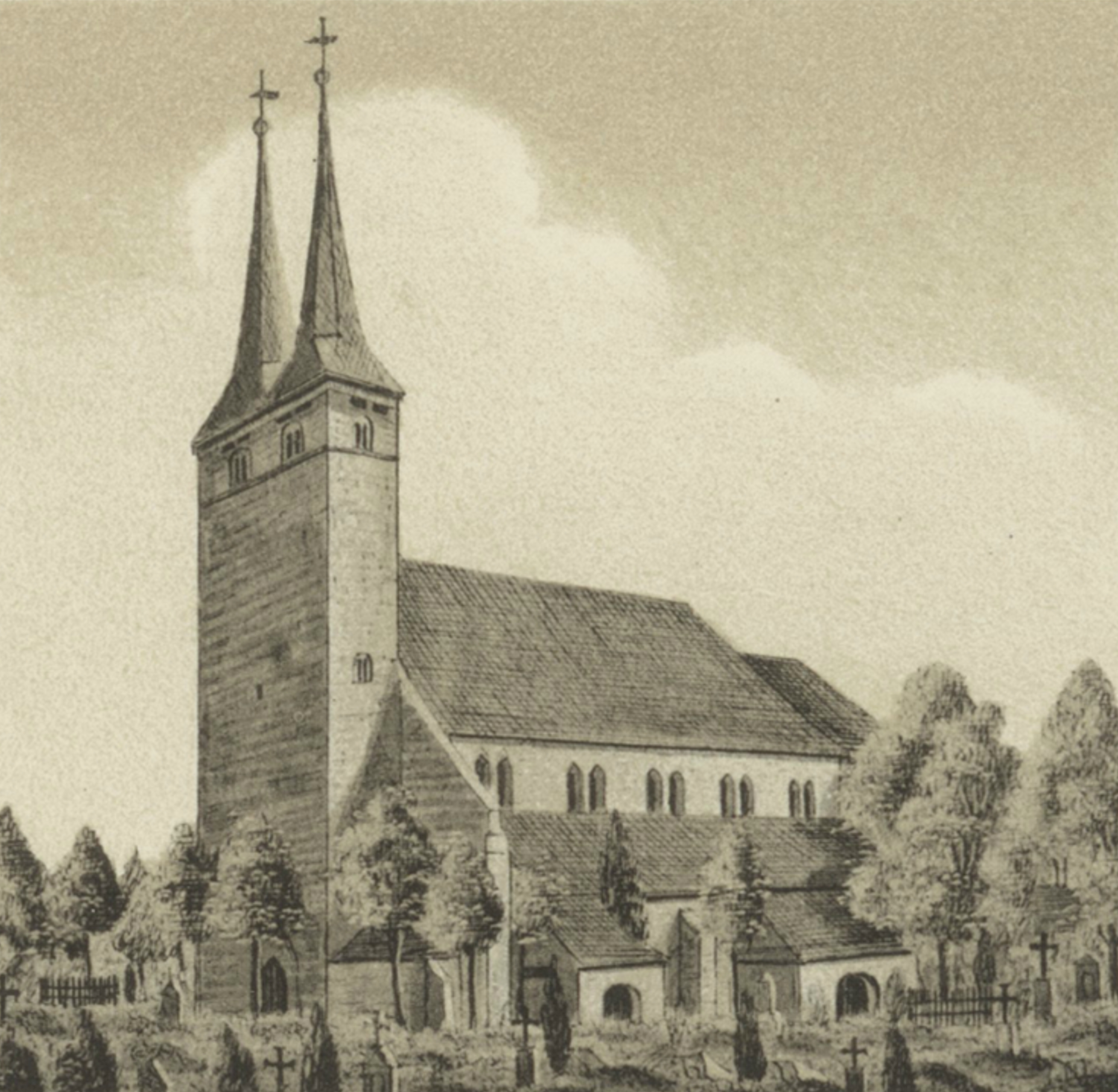
Stadtpfarrkirche St. Nikolai im Jahre 1891
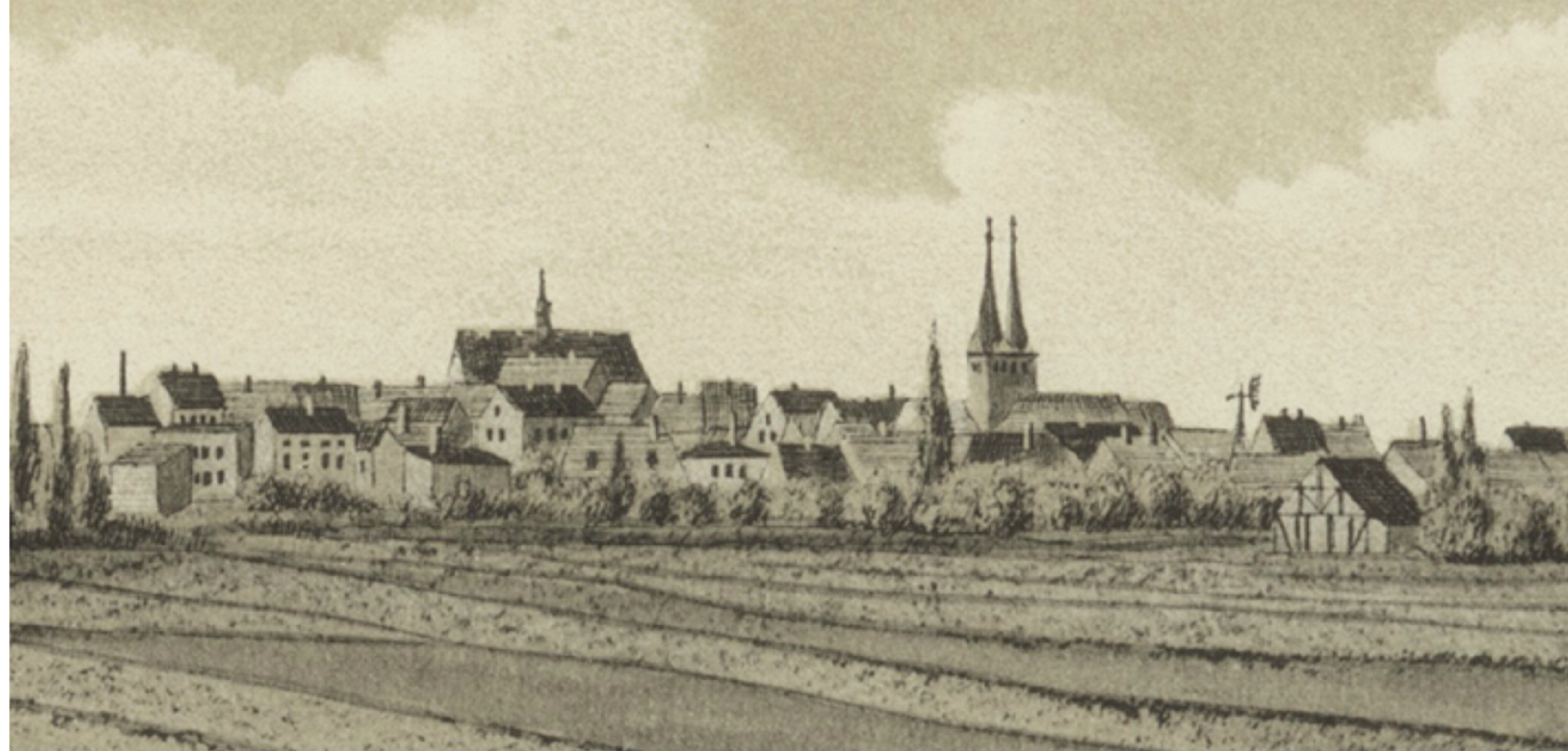
Die Stadt Kirchhain im Jahre 1891